# Genbrugsballast
Genbrugsballast er et produkt bestående af knust tegl, puds og beton der er blevet til overs ved nedrivning og byggeri.
Oftest knuses brokkerne til 0/32 (udtales nul toogtredive) som angiver at kornstørrelsen er 0 til 32 millimeter.
Tidligere er det meste i disse fraktioner blevet knust og solgt uden nærmere hensyn til indhold af skadelige stoffer, men i dag er der her i landet skarp kontrol med at alle stoffer skal undersøges inden en virksomhed kan gå i gang med nedrivning af (dele af) en ejendom. Især asbest, tungmetaller og PCB er der stort fokus på. Dog er der ikke samme kontrol med privates affald til genbrugspladserne efter mindre gør-det-selv-opgaver eller sort arbejde, så der er stadig en mindre kilde til potentiel forurening fra denne kilde.
Produktet anvendes til bærelag eller slidlag på midlertidige veje og pladser, samt til opfyldning af huller efter eksempelvis rørlægning og andet arbejde i jorden.
Til det sidste anbefales dog oftest genbrugsstabil eller stabilgrus, som ikke smuldrer og synker i samme grad som produkter med tegl.